# Любинська Ава Миколаївна
А́ва (А́ла) Микола́ївна Люби́нська (28 березня 1920, Житомир — 1996, Москва, Росія) — російський філософ українського походження.

## Життєпис
Народилась у Житомирі в родині українських політиків Миколи та Клавдії Любинських. У 1943 році закінчила філологічний факультет Томського державного університету, згодом — аспірантуру в Інституті філософії Академії наук СРСР. Кандидат філософських наук, доцент. Викладала естетику та філософію в різних інститутах міста Москви.

## Сім'я
- Батько — Любинський Микола Михайлович (1891—1938), міністр закордонних справ УНР.
- Мати — Любинська Клавдія Володимирівна (1895—1942), член Української Центральної Ради.
- Сестра — Любинська Лада Миколаївна (1923—2009), кандидат філософських наук, доцент.